# Johann Wilhelm Meigen
Johann Wilhelm Meigen (3 de mayo de 1764 – 11 de julio de 1845) fue un entomólogo alemán, famoso por su trabajo pionero en Diptera.

## Biografía

### Años tempranos
Nació en Solingen, el quinto de ocho hijos de Johann Clemens Meigen y Sibylla Margaretha Bick. Sus padres, aunque no pobres, tampoco eran ricos. Tenían una tienda pequeña en Solingen. Sus abuelos paternos aun así poseyeron una propiedad y villorrio con veinte casas. Añadiendo a los ingresos de alquiler, el abuelo Meigen era labrador y un fabricante de cuchillos en Solingen.
Dos años después que Meigen naciera sus abuelos fallecieron y sus padres se mudaron a la propiedad familiar. Y ya estaba fuertemente endeudado por la Guerra de los Siete Años, entonces las malas cosechas y las especulaciones precipitadas forzaron la venta y la familia volvió a Solingen.
Asistió a la escuela de la ciudad pero por poco tiempo. Afortunadamente aprendió a leer y escribir en la propiedad de su abuelo y leía ampliamente en casa así como tomando un interés en historia natural. Un inquilino en el hogar, un inspector estatal llamado Stamm dio a Meigen instrucción en matemática. Otro amigo familiar, un organista de Iglesia Reformado y un profesor llamado a Berger, le dio lecciones de su 10.º año en piano, ortografía, y caligrafía. Más tarde en 1776, también enseñó francés.
Devino Berger ayudante, de Mülheim, con él. Allí vio por primera vez una colección sistemática de mariposas, y aquí él también aprendió cómo recoger y preparar insectos.
En el otoño de 1779 regresó a Solingen para ayudar sus padres, al principio para dar clases particulares en Francia, pero al año siguiente empezó una escuela francesa que empezó en 1784. Durante sus pocas horas libres en este periodo estudió historia de Charles Rollin 15 volúmenes Historia Romana y cuatro volúmenes del autor Historia Antigua (ambos en Francia). El único trabajo entomológico en su posesión en este tiempo (o Kleemann) Calendario de Oruga.
Más tarde en 1784 fue recomendado a Pelzer, un mercader en Aquisgrán, para la posición de tutor residente. Tomó el puesto, y fue tratado como miembro familiar. Tenía un primo en Aquisgrán de nombre Mathias Baumhauer (1759–1818) hijo de un mercader de lana, quién era un muy capaz entomólogo. Baumhauer tuvo una colección de mariposas con aproximadamente 1200 especies así como un número de insectos de otros órdenes.

### Entomología temprana
Sus primeros intentos de identificar su colección, que era principalmente de Diptera, fueron hechos con dos volúmenes de Philipp Ludwig Statius Muller una traducción alemana de Linneo Natursystem publicada en los Países Bajos por Houttyn. Pronto hace su primer descubrimiento. Los géneros en Linneo eran demasiado inclusivos y una clasificación mejor podría ser obtenida utilizando venación de alas. Estas conclusiones ya se les habían ocurrido a Moisés Harris en Inglaterra y a Louis Jurine en Ginebra, pero en aquel entonces Meigen no conocía eso. Dio un gran paso adelante asegurando los trabajos de Fabricius, en aquel entonces concentrado en Diptera.
Pronto encontró que la venación de alas no bastaba para clasificar correctamente a Diptera y empezó a hacer dibujos de antenas bajo un microscopio enmarcado adquirido en una feria en Aquisgrán, con una lente de aproximadamente 6 de poder, y poseyendo una muy aguda visión y la memoria visual le permitió a la conclusión importante próxima, que Diptera solo podría ser clasificado utilizando combinaciones de carácter; qué ahora sabía como un sistema ecléctica.

### Regreso a Solingen
En 1786, un organista de Solingen, hermano más joven de su profesor anterior Berger, murió en Solingen. Esa posición, con una escuela francesa conectada con él, se le ofreció a Meigen y volvió a Solingen.
Allí devino estrechamente familiarizado con Weniger, quién compartió sus intereses en botánica y entomología. Su entusiasmo en esas áreas lo hizo decidir extender sus estudios a especies mundiales. Se contactó con el banquero y coleccionista Johann Christian Gerning en Fráncfort. Gerning le escribió a su hijo en los Países Bajos, quién compró especímenes de insectos para él. Un suizo, el conde von Meuron, quién estaba en el servicio holandés y cuyo hermano era gobernador de Trincomalee en Ceilán oyendo de sus deseos y obtenido para ellos la oferta de posiciones como cirujanos en Indias del Este, con estipendios adicionales. Este plan se abandonó cuando la madre de Meigen se opuso.

### A Burtscheid
En 1792, Meigen se instruyó en dibujar. Entonces se le ofreció una posición de enseñanza en Burtscheid, cerca de Aquisgrán. Aun así, no pudo dejar Solingen porque estaba ocupado por el ejército francés durante la batalla de Jemappes. Solo cuando los franceses se retiraron después de la batalla de Neerwinden fue capaz de dejar para ir a Burtscheid y Aquisgrán, donde enseñó y recolectó diligentemente.
En 1796, Meigen tomó un trabajo para enseñar francés en Stolberg, a 2 horas de Aquisgrán. Allí quedó, sin cambios más lejanos de residencia hasta su muerte. En Stolberg además enseñó dibujo, geografía, historia y piano. También conoció a un trabajador del latón nombrado J.A. Peltzer, quién era matemático y poseyó un telescopio acromático de 60X. Pronto Meigen enseñó astronomía también.
En 1801, Meigen conoció al naturalista francés conde Lacépède quién había venido a Stolberg para visitar los trabajos de latón. Hablaron sobre historia natural y Meigen le mostró al Conde Lacépède sus dibujos de Diptera. Al día siguiente a Meigen le preguntaron de visitar al Conde Lacépède quién le preguntó para unirse al Capt. Baudin para viajar alrededor del mundo como botánico. Meigen declinó.
En 1802, Johann Karl Wilhelm Illiger quien había oído de Meigen por el conde Lacépède y fue en los baños en Aquisgrán con Johann Centurius Hoffmannsegg le invitó para unirles. Meigen tomó sus dibujos a lo largo de, e hizo arreglos con Illiger y Hoffmannsegg para trabajo futuro. Illiger había capturado un díptero nuevo y desconocido y mostró un dibujo a lápiz de él a Meigen, preguntándole cómo tenía que ser clasificado. Meigen lo describió tan Loxocera Hoffmannseggi. Illiger. Illiger también acordó revisar el primer trabajo de Meigen sobre Diptera que fue publicado en 1804 por Reichard en Braunschweig.

### Controversia
En 1804, la clasificación única de Diptera era la de Fabricius. Aunque Meigen era más adelantado, y su clasificación más natural, Die Fliegen de Meigen encontró poco favor en otros entomólogos, quienes eran partidarios de Fabricius, pero aquello no hizo defeccionar a Meigen.
En el mismo año Fabricius visitó París y vio los trabajos de Meigen. Al regresar a casa, escribió Meigen e hizo los arreglos para conocerle en Aquisgrán. Unos cuantos días más tarde Fabricius vino a Stolberg. Allí le mostró todo y nuevos géneros, para que les pueda utilizar en la edición nueva proyectada de Systema Antliatorum. Fabricius criticó a Meigen por su método, afirmando que una clasificación tendría que estar basada a uno separa del cuerpo, (principalmente partes de la boca) no en varias partes diferentes. Meigen señaló que el propio Fabricius no siguió sus propios preceptos, pero aun así Fabricius se negó a usar el método ecléctico.

### Fósiles de carbón
En 1812 el gobierno francés proporcionó a Meigen con el trabajo de finiquitar dibujos de fósiles de carbón. En ese tiempo su día laboral empezaba normalmente a las 4 por la mañana y duraba hasta tarde en el anochecer durante 314 días de cada año. Todo el tiempo libre lo gastaba con el estudio de entomología mayoritariamente Diptera y también otras órdenes. Además estudiaba historia y matemática. En ese tiempo Meigen dibujó y pintó muchas más especies para Die Fliegen.
De 1812 a 1814 Meigen dibujó algunos mapas para el municipio de Stolberg. También mantuvo correspondencia otra vez con el conde von Hoffmannsegg, hasta que vendió su colección al Museo de Berlín.

## Consecuciones
Es universalmente reconocido como el "padre" de la Dipterología. Aparte de sus fantásticos dibujos Meigen empleó combinaciones de caracteres morfológicos para su clasificación científica. Eso estaba en contraste con Carl Frederick Fallén quién había utilizado solo caracteres de la boca. Así, llegaron a la misma conclusión con Pierre André Latreille, Moisés Harris y Louis Jurine aun así independientemente y con una metodología ecléctico firmemente establecieron.
Describió un número vasto de europeo Diptera (mayoritariamente válido) y su trabajo puso las fundaciones de todo trabajo más tardío en este grupo de insecto importante.

## Moscas descriptas por Meigen (no completa)
Meigen describió más de 3.000 taxa. Aquí una lista de unos cuantos bien conocidos.
- La mosca de fruta, Drosophila melanogaster, el cual es un organismo modelo en el estudio genético.
- Tephritis neesii
- Phormia regina
- Lucilia silvarum
- Criorhina berberina
- Thaumatomyia notata
- Lucilia sericata
- Muscina pascuorum
- Género Microdon
- Género Ctenophora
- Género Chrysops
- Género Haematopota
- Familia Culicidae

### Obra
En Diptera sus dos trabajos importantes son:
- Meigen, J. W., 1804 Klassifikazion und Beschreibung der europäischen zweiflügeligen Insekten en inglés, Clasificación y descripción del europeo dos-winged insectos Reichard, Braunschweig.
- Meigen, J. W., 1818-1838 Systematische Beschreibung der bekannten europäischen zweiflügeligenInsekten en descripción inglesa , Sistemática del europeo sabido dos-winged insectos. Esto es un trabajo de siete volúmenes . El primer volumen estuvo publicado en 1818, el último en 1838.

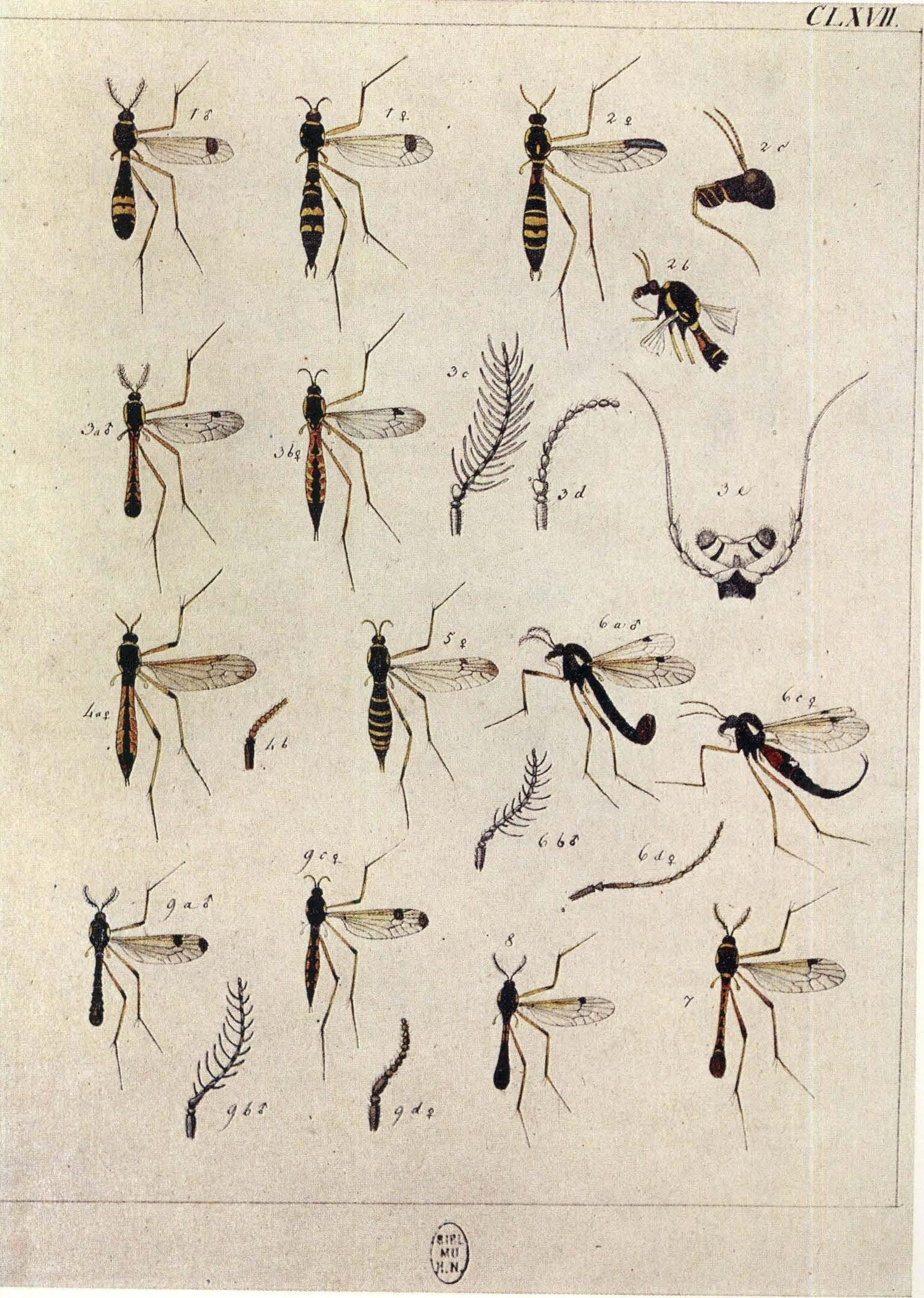
Systematische Beschreibung Taf CLXVII
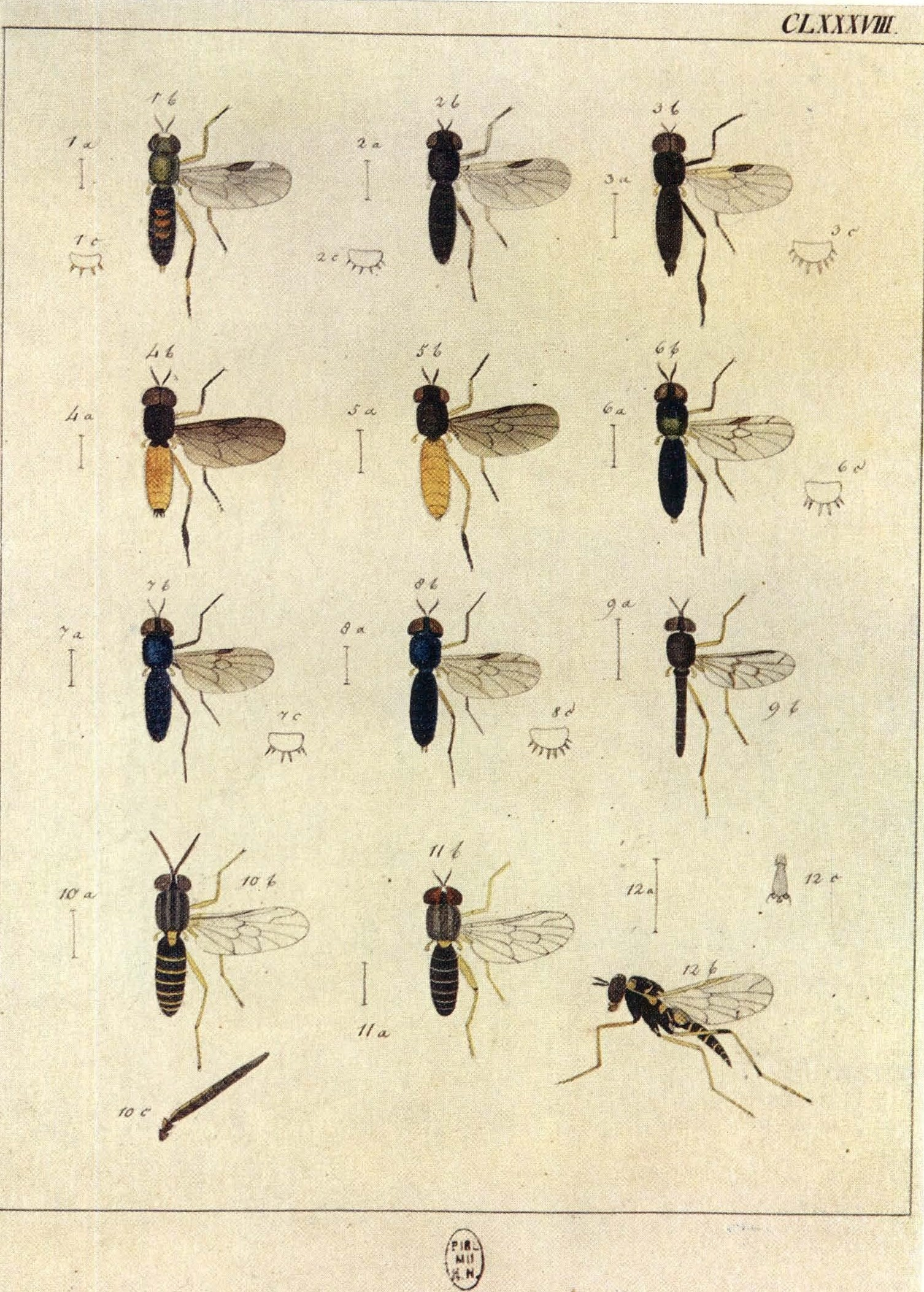
Systematische Beschreibung Taf CLXVIII
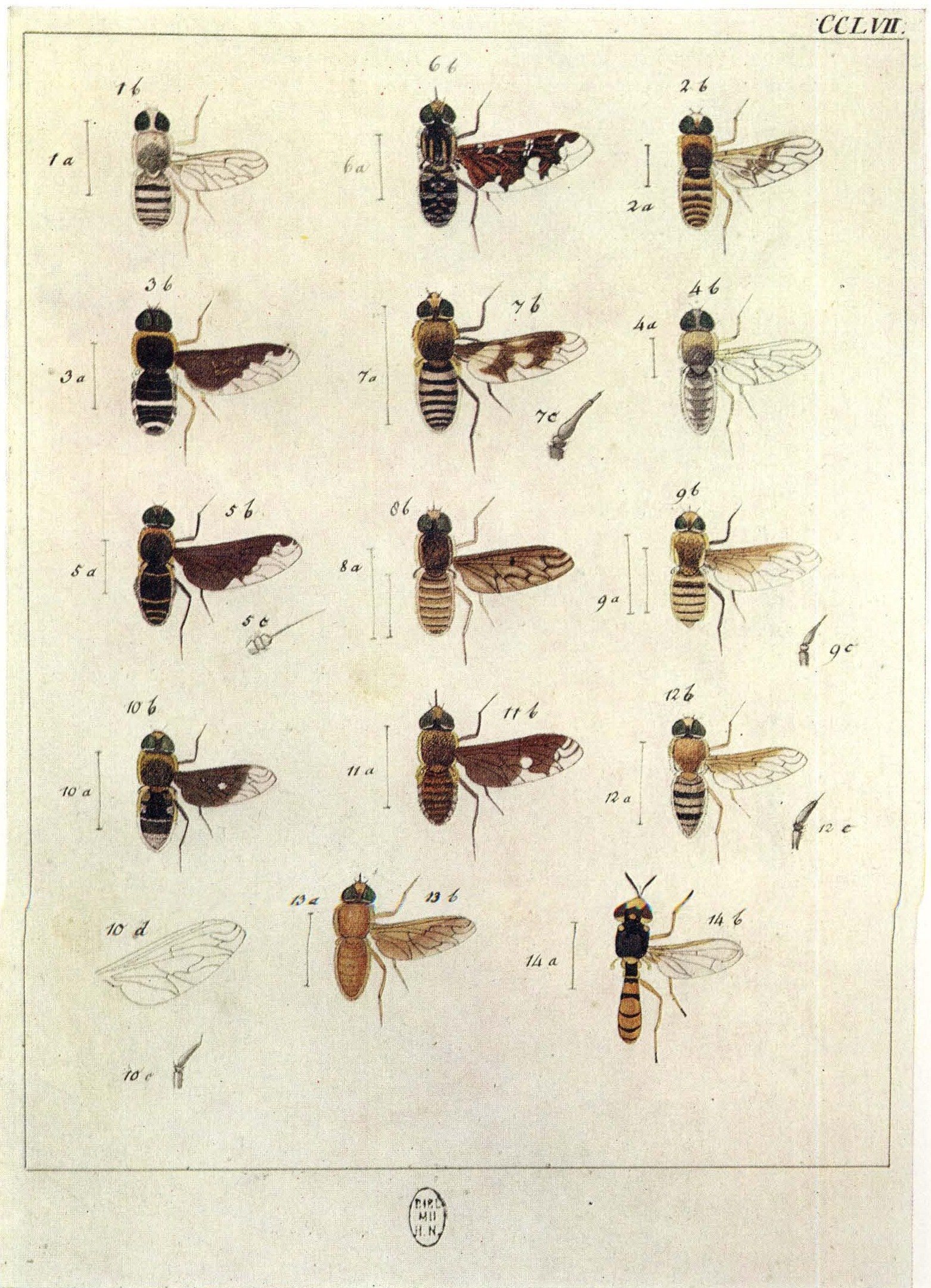
Systematische Beschreibung Taf CCLVII
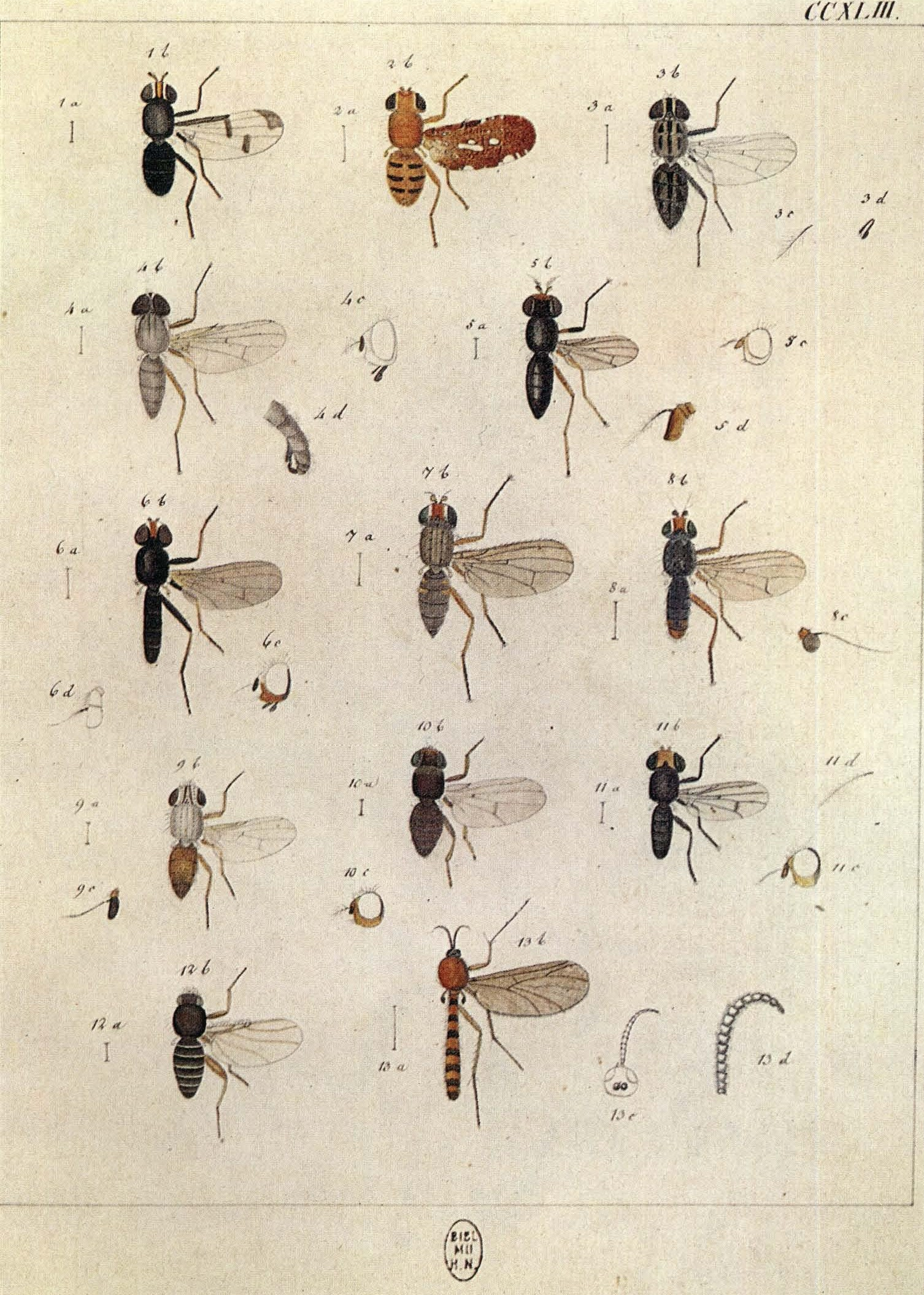
Systematische Beschreibung Taf CCXLIII
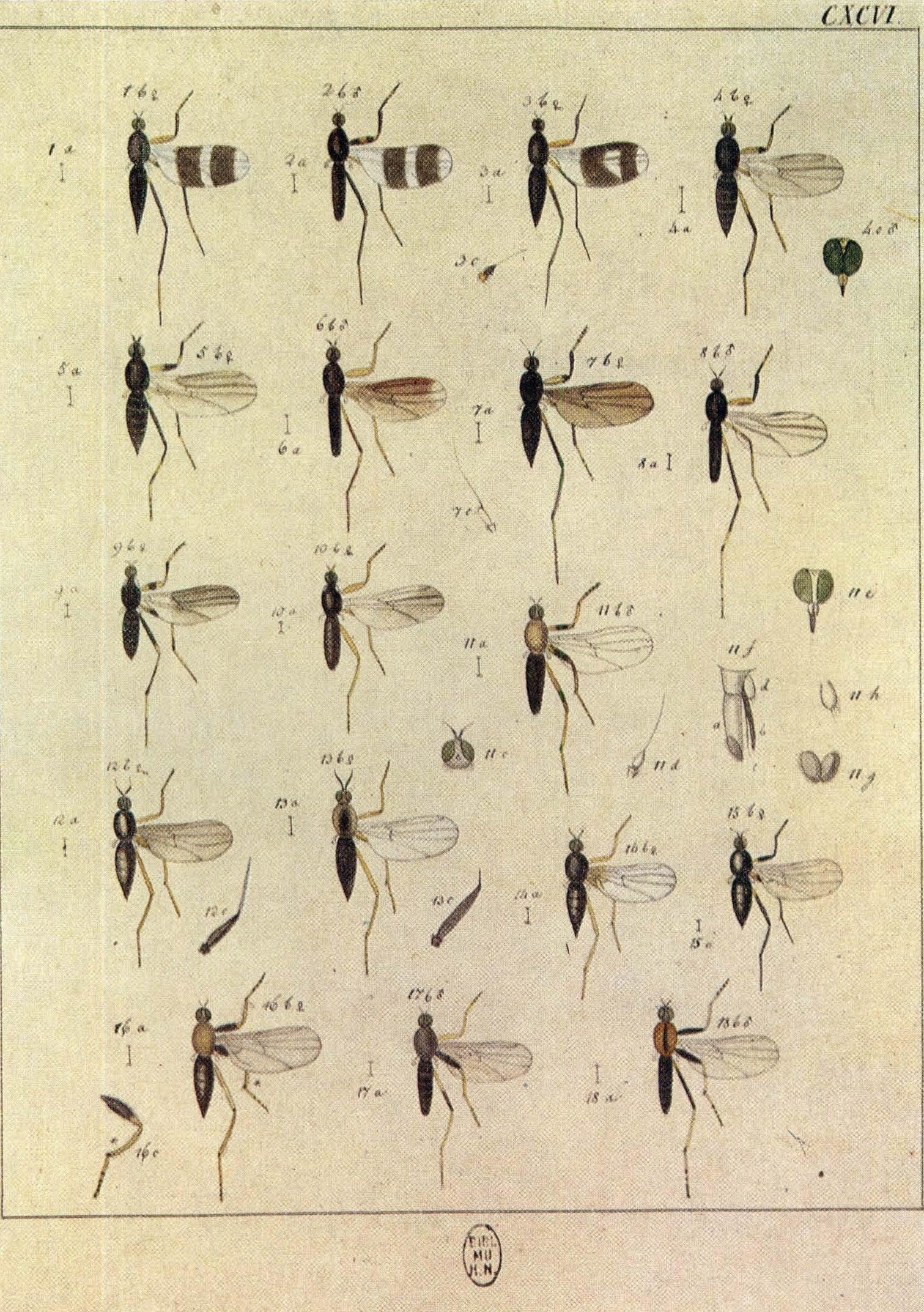
Systematische Beschreibung Taf CXCVI
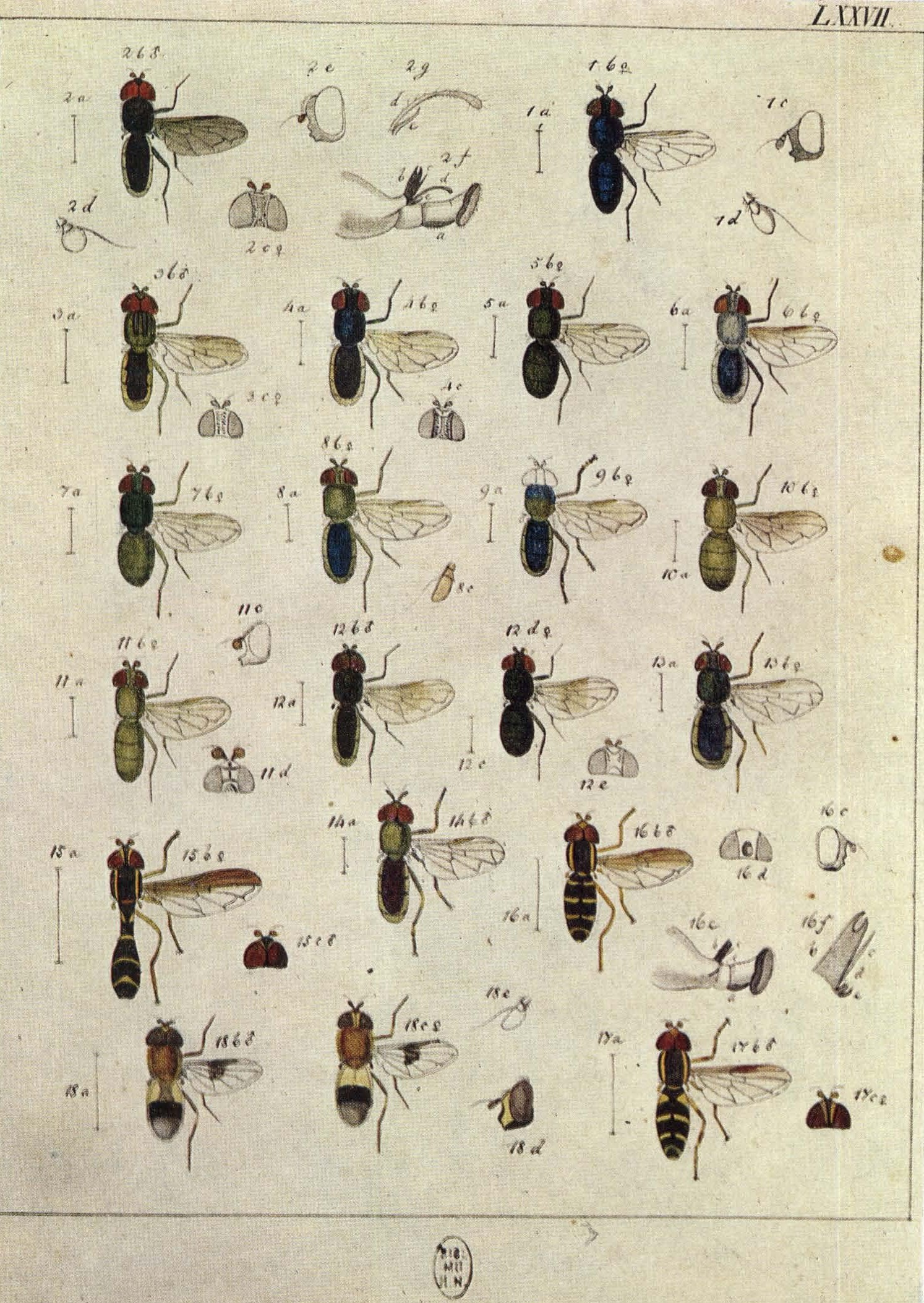
Systematische Beschreibung Taf LXXVII
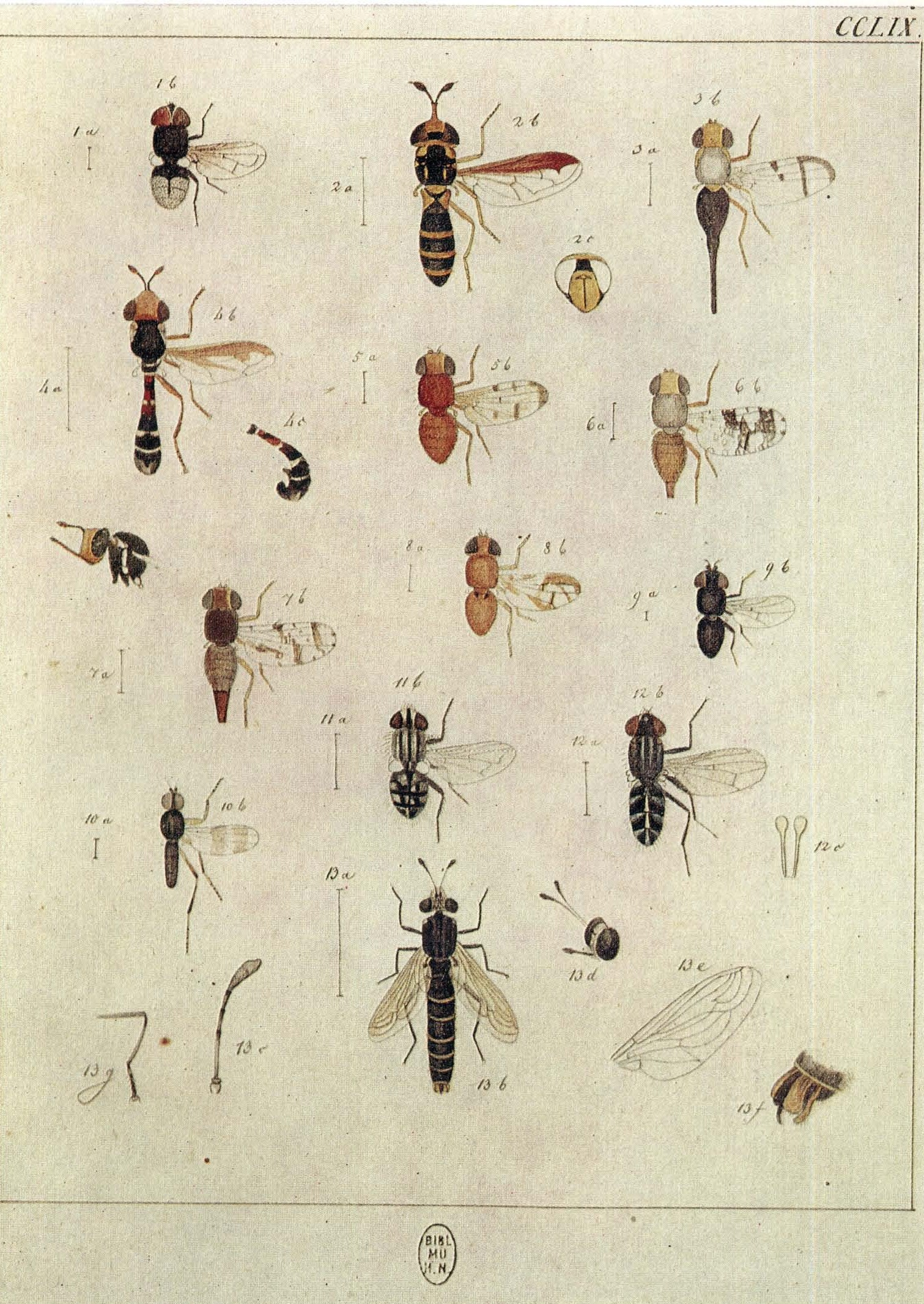
Systematische Beschreibung Taf CCLIX

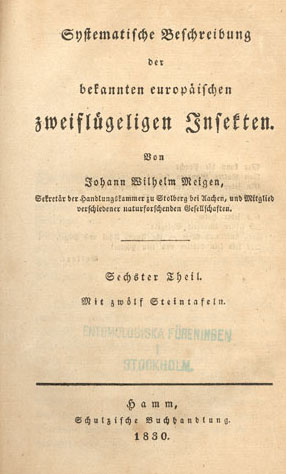
Frontis Systematische Beschreibung der bekannten europäischen zweiflügeligenInsekten

Esas obras maestras estuvieron precedidos por
- 1800 Nouvelle Clasificación des Mouches An Deux Ailes (Diptera L.) d'apres un Plan tout nouveau (París, chez J. J. Fuchs, Librairie, Rue des Mathurins, N.º 334. De l'lmprimerie de H. L. Perronneau/Rue du Battoir, N.º 8).

Nouvelle Classification is an octavo pamphlet de cuarenta páginas impresas datadas ambas según el Calendario Revolucionario francés y según el Año cristiano como AÑO VIII (Año 8). Meigen "Avant-Propos" (prefacio) está datado " le el premier Germinal un 7 " (21 de marzo de 1799) y Baumhauer "la introducción" está datada " el 10 Messidor año 7 " y así que las fechas de trabajo de tempranos 1800. Nouvelle Classification es un "prodromo" (un prodromus es una publicación preliminar pretendida como base para trabajo futuro) a un trabajo más grande previsto, siguiendo discusión. Diptera está dividido en 88 genera, cada cual con una diagnosis corta en francés y el número de especie europea qué Meigen reconoció perteneciendo a cada genus. Ninguna especie nominal está citada. De los 88 genera nominales, 25 ya había sido nombrado por autores anteriores y 63 era nuevo.
- 1803 Meigen publicó Versuch einer neuen Gattungseintheilung der europäischen zweiflügeligen Insekten. En Magazin für Insektenkunde (2: 259-281). Allí propone un esquema revisado. Meigen no hace ninguna referencia al 1800 Nouvelle Classification y sólo dos de los nombres nuevos propuestos en 1800 se utilizaron. El número total de genera reconocido en Gattungseintheilung der europäischen zweiflügeligen Insekten es 114, cada cual con una diagnosis breve, y cada cual con uno o especie más nominal refirieron a él. Eso fue el plan básico para los dos trabajos más tardíos.

En 1908 Hendel reintroduce 1800 nombres de Meigen y republica Nouvelle Classification des Mouches Un Deux Ailes cuál tuvo prioridad. Eso fue polémico y en 1963 los 1800 nombres (y la publicación) se suprimieron por el Código Internacional de Nomenclatura Zoológica.
- 1828-1830 Planchas para Christian Rudolph Wilhelm Wiedemann, Aussereuropäische Zweiflügelige Insekten / beschrieben von Cristo. Rud. Wilh. Wiedemann ; als Fortsetzung des Meigenischen Werkes. Hamm :En der Schulzischen Buchhandlung

Lepidoptera
- Systematische Beschreibung der Europäischen Schmetterlinge Aquisgrán ; Leipzig, [1827]-1829-32.

### Colecciones
La mayoría de sus colecciones se hallan en el Muséum Nacional d'Histoire Naturelle, París. Hay otros especímenes, incluyendo tipos en el Museo de Historia Natural de Viena. Porque Meigen intercambió especímenes, incluyendo tipos con otro entomólogos la colección en MNHN contiene no sólo material de Meigen de tipo, y tipos de otros autores también (como Carl Fredrik Fallén, Johan Christian Fabricius, Christian Rudolph Wilhelm Wiedemann, y Pietro Rossi) y Meigen los tipos están encontrados en las colecciones de estos autores de nombres de especies.
- La abreviatura «Meigen» se emplea para indicar a Johann Wilhelm Meigen como autoridad en la descripción y clasificación científica de los vegetales.[2]

## Abreviatura (zoología)
La abreviatura Meigen  se emplea para indicar a Johann Wilhelm Meigen como autoridad en la descripción y taxonomía en zoología.

## Literatura
- Wikisite En alemán. Retrato.
- Biografía por J. Un. Förster
- animalbase Textos llenos de Klassifikazion und Beschreibung der europäischen zweiflügligen Insekten. (Diptera Linn.) Y Systematische Beschreibung der bekannten europäischen zweiflügeligen Insekten en AnimalBase (Universidad de Göttingen).
- „Systematische Beschreibung der bekannten europäischen zweiflügeligen Insekten“, Bd. 6, 1830 (PDF)
- „Systematische Beschreibung der bekannten europäischen zweiflügeligen Insekten“, Bd. 7, 1838 (PDF)
- Systematische Beschreibung der bekannten europäischen zweiflügeligen Insekten En BHL
- EOL Enciclopedia de Vida Taxa describió por Johann Wilhelm Meigen. A veces tiene muy detallado enlaza a literatura más vieja.
- Systema Dipterorum Nomenclator Lista llena de Diptera taxa descrito por Johann Wilhelm Meigen
- Gaedike, R.; Groll, E. K. & Taeger, Un. 2012: Bibliografía del entomological literatura desde el principio hasta que 1863 : base de datos en línea - versión 1.0 - Senckenberg Deutsches Entomologisches Institut. Fechas de bibliografía llena de las partes de Systematische Beschreibung der bekannten europäischen zweiflügeligenInsekten
- MNHN Base de datos de colecciones MNHN holdings de tipo por taxonomía

«Johann Wilhelm Meigen». Índice Internacional de Nombres de las Plantas (IPNI). Real Jardín Botánico de Kew, Herbario de la Universidad de Harvard y Herbario nacional Australiano (eds.).